# Pierre Plihon
Pierre Plihon (Niza, 29 de octubre de 1989) es un deportista francés que compite en tiro con arco, en la modalidad de arco recurvo.
Ganó una medalla de plata en el Campeonato Mundial de Tiro con Arco al Aire Libre de 2017 y dos medallas en el Campeonato Europeo de Tiro con Arco al Aire Libre de 2014. En los Juegos Europeos de Minsk 2019 consiguió una medalla de oro en la prueba por equipo.
Participó en dos Juegos Olímpicos de Verano, ocupando el quinto lugar en Río de Janeiro 2016 (equipo) y otro quinto lugar en Tokio 2020 (equipo mixto).

## Palmarés internacional
| Campeonato Mundial al Aire Libre | Campeonato Mundial al Aire Libre | Campeonato Mundial al Aire Libre | Campeonato Mundial al Aire Libre |
| Año                              | Lugar                            | Medalla                          | Prueba                           |
| -------------------------------- | -------------------------------- | -------------------------------- | -------------------------------- |
| 2017                             | Ciudad de México (México)        | Medalla de plata                 | Equipo                           |
| Juegos Europeos                  |                                  |                                  |                                  |
| Año                              | Lugar                            | Medalla                          | Prueba                           |
| 2019                             | Minsk (Bielorrusia)              | Medalla de oro                   | Equipo                           |
| Campeonato Europeo al Aire Libre |                                  |                                  |                                  |
| Año                              | Lugar                            | Medalla                          | Prueba                           |
| 2014                             | Echmiadzin (Armenia)             | Medalla de oro                   | Equipo                           |
| 2014                             | Echmiadzin (Armenia)             | Medalla de bronce                | Individual                       |